# Azul Worth
Azul Worth (del inglés Worth blue) es la denominación de una coloración azul.
|             | Azul Worth            |
| HTML        | #2554C3               |
| RGB         | (37, 84, 195)         |
| HSV         | (222°, 81 %, 105.3 %) |
| Referencias | Sociedad de Worth     |

Se origina en el color representativo de los equipos deportivos de la escuela Worth del Reino Unido, y forma parte de la identidad visual de dicha institución.